# Revista de Arqueologia
A Revista de Arqueologia dirigida por José Maria Cordeiro de Sousa teve início em 1932 e foi composta por três tomos com a seguinte sequência cronológica: tomo I: 1932-1934, tomo II:1934-1936 e tomo III: 1936-1938. Propôs-se servir de arquivo de pequenos estudos referentes aos diversos ramos da ciência arqueológica, ou que com ela intimamente se relacionem (por exemplo estudos de natureza histórica, etnológica, epigráfica, arquitetónica, etnográfica e hierológica) tentando “compensar a pobreza do seu aspeto gráfico com o interesse da sua colaboração ” na qual destacam os seguintes nomes: Abade de Baçal, António Baião, Cónego Manuel de Aguiar Barreiros, Caetano Beirão, Hipólito Cabaço, Nuno Catarino Cardoso Augusto da Silva Carvalho, Luís Rufino Chaves Lopes Possidónio Mateus Laranjo Coelho, Raul da Costa Couvreur, Henrique Quirino da Fonseca, Luciano Freire, David de Melo Lopes, Manuel Afonso do Paço, Alfredo Pimenta, Padre Ernesto Augusto Pereira de Sales, António Ferreira de Serpa, Pedro Batalha Reis, Augusto Vieira da Silva, Francisco Marques de Sousa Viterbo, Leite de Vasconcelos.